# Filipe Duarte
Luís Filipe Duarte Ferreira da Silva, mais conhecido por Filipe Duarte (Nova Lisboa, 5 de Junho de 1973 - Lisboa, 17 de abril de 2020), foi um ator e dobrador português. À data da sua morte, estava no elenco da telenovela brasileira Amor de Mãe, da Rede Globo, novela que também foi exibida na SIC.

## Carreira
Nascido em Angola, concluiu o curso de teatro e formação de atores na Escola Superior de Teatro e Cinema de Lisboa e frequentou o curso de formação de atores do Instituto de Investigação e Criação Teatral.
No teatro, interpretou obras de autores como Gil Vicente, Mário Botequilha, Mia Couto, William Shakespeare e Albert Adelach, tendo trabalhado com os encenadores Adolfo Gutkin (Teatro da Trindade), Rogério de Carvalho, Geraldo Touché, Francisco Salgado, Carlos J. Pessoa (Teatro da Garagem), Laila Ripol (Festival de Teatro de Outono - Madrid) e Miguel Seabra (Teatro Meridional).
No cinema, trabalhou com os realizadores Nuno Simões, Rita Nunes, António Pedro Vasconcelos (Os Imortais), Leonel Vieira (Um Tiro No Escuro), Mário Barroso (O Milagre Segundo Salomé), Margarida Cardoso (A Costa dos Murmúrios), Tiago Guedes e Frederico Serra (Coisa Ruim) e Luís Filipe Rocha (A Outra Margem).
Para a televisão, destaca-se o telefilme Teorema de Pitágoras, de Gonçalo Galvão Telles, e as séries A Ferreirinha, realizada por Jorge Paixão da Costa, e João Semana, de João Cayatte, ambas para a RTP1. Desempenhou também o papel de protagonista na série Equador (baseada no romance de Miguel Sousa Tavares), uma grande produção da TVI.
Fez também regularmente dobragens para desenhos animados e filmes de animação, destacando-se a dobragem do personagem Sanosuke Sagara da série animada Samurai X.
Teve uma filha, Antónia, nascida em março de 2011 filha da atriz espanhola Nuria Mencía.
Interpretou o papel de João Belmonte na novela Belmonte (TVI).
Morreu a 17 de Abril de 2020, vítima de um enfarte agudo do miocárdio.

## Filmografia

### Cinema
- 1997 13º Buraco, curta-metragem
- 1999 À Deriva, curta-metragem
- 2003 Só Por Acaso, telefilme
- 2003 Cacto, curta-metragem
- 2003 Os Imortais
- 2004 Confissões de 2 Deputados, curta-metragem
- 2004 O Milagre Segundo Salomé
- 2004 A Costa dos Murmúrios
- 2005 Um Tiro no Escuro
- 2005 Uma Noite ao Acaso, curta-metragem
- 2005 Um Amor Próprio, curta-metragem
- 2006 Os Caminheiros, curta-metragem
- 2006 Coisa Ruim
- 2006 Fatal, curta-metragem
- 2007 Antes de Amanhã, curta-metragem
- 2007 A Outra Margem
- 2008 Castelos no Ar, curta-metragem
- 2008 4 Copas
- 2008 Nuit de chien
- 2008 Entre os Dedos
- 2009 Histórias de Alice
- 2010 Voodoo, curta-metragem
- 2010 Senhor X, curta-metragem
- 2011 Casa c/ Piscina, curta-metragem
- 2011 A Primeira Ceia, curta-metragem
- 2011 Redenção, curta-metragem
- 2011 O Legado do Pai, curta-metragem
- 2011 Zoo,curta-metragem
- 2011 Barcelona, Ciutat Neutral, telefilme
- 2011 Tejo, curta-metragem
- 2012 Pháon, curta-metragem
- 2012 Imagine
- 2013 A Ceia, curta-metragem
- 2013 A Vida Invisível
- 2014 O Pesadelo de João, curta-metragem
- 2015 Dinis e Isabel, curta-metragem
- 2015 Cinzento e Negro
- 2015 Tales from the Circus, curta-metragem
- 2016 A Morte de Luís XIV
- 2019 Variações
- 2020 Mosquito

### Televisão
- 2000 A Febre do Ouro Negro, minissérie, RTP
- 2001 Teorema de Pitágoras, telefilme, SIC
- 2001 Bastidores, série, RTP
- 2002 Sociedade Anónima, série, RTP
- 2002 Fúria de Viver, telenovela, SIC
- 2004 A Ferreirinha, série, RTP1
- 2005 João Semana, série, RTP
- 2006 Estranho, série, RTP
- 2008-2009 Equador, série, TVI
- 2013-2014 El tiempo Entre Costuras, série, Antena 3
- 2013-2014 Belmonte (telenovela), telenovela, TVI
- 2016 Os Boys, série, RTP
- 2016 Terapia, série, RTP
- 2019 Amor de Mãe - Gabo Garcez,[3] telenovela, TV Globo

## Dobragens
- Sanosuke Sagara (Samurai X) (1996-1998)
- Tarzan (Tarzan) (1999)
- Kent Mansley (O Gigante de Ferro) (1999)
- Rocky Rhodes (A Fuga das Galinhas) (2000)
- Tulio (O Caminho para El Dorado) (2000)
- Agente Z/Warp Darkmatter (Buzz Lightyear do Comando Estelar: A Aventura Começa) (2000)
- Lorde Farquaad (Shrek) (2001)
- Tarzan (Tarzan & Jane) (2002)
- Ned Flanders (Os Simpson: O Filme) (2007)
- Fujimoto (Ponyo: À Beira-Mar) (2008)
- Baby Brent (Chovem Almôndegas) (2009)
- Hakus (Os Smurfs 2) (2011)
- Baby Brent (Chovem Almôndegas 2) (2013)
- Trovoada (A Viagem de Arlo) (2015)
- Mike (Cantar!) (2016)
- Deacon (Days Gone) (2019)